# Enallagma clausum
Enallagma clausum es una especie de caballito del diablo del género Enallagma, de la familia Coenagrionidae, orden Odonata. Fue descrita por Morse en 1895.
Mide 34-35 mm de longitud y su color puede variar entre azul y negro. El período de vuelo se presenta entre junio y principios del mes de septiembre. Se distribuye por América del Norte: Estados Unidos y Canadá, también en Europa y Asia.